# Manfred Bukofzer
Manfred Fritz Bukofzer (Oldenburg, 27 maart 1910 - Berkeley, Verenigde Staten, 7 december 1955) was een Amerikaans musicoloog en humanist van Duitse komaf.
Hij studeerde aan de Ruprecht-Karls-universiteit Heidelberg en aan het Stern'sches Konservatorium in Berlijn. In 1933 vluchtte hij uit Duitsland naar Bazel, waar hij zijn doctorstitel behaalde. In 1939 trok hij naar de Verenigde Staten, waar hij zich vestigde en later ook het staatsburgerschap verkreeg. Hij doceerde aan de University of California in Berkeley van 1941 tot zijn dood.
Bukofzer werd bekend als historicus van oude muziek, vooral uit de barokperiode. Zijn boek: Music in the Baroque Era is nog steeds een standaardwerk voor dit thema, hoewel moderne muziekhistorici hem verwijten zijn boek vanuit een "Duits" perspectief te hebben geschreven en daardoor de invloed van de Italiaanse opera op de ontwikkelingen in de muziek tijdens de 17e eeuw onvoldoende in aanmerking te hebben genomen.
Daarbovenop was Bukofzer ook een specialist in Engelse muziek en in muziektheorie van de 14e tot 16e eeuw. Hij toonde ook wetenschappelijke interesse in jazz en etnische muziek.

## Werken
- Geschichte des englischen Diskants und des Fauxbourdons nach den theoretischen Quellen, Sammlung musikwissenschaftlicher Abhandlungen Band 21, Strasbourg: Heitz 1936
- Music in the Baroque Era, New York: W.W. Norton & Co. 1947, ISBN 0-393-09745-5
- The Place of Musicology in American Institutions of Higher Learning, New York: The Liberal Arts Press Inc. 1957